# Regiões agrárias de Portugal
As Regiões Agrárias Portuguesas são regiões estatísticas de Portugal no que respeita à agricultura.
As regiões são as seguintes:
- Continente:
  - Alentejo;
  - Algarve;
  - Beira Interior;
  - Beira Litoral;
  - Entre Douro e Minho;
  - Ribatejo e Oeste;
  - Trás-os-Montes e Alto Douro.
- Regiões Autónomas:
  - Região Autónoma dos Açores;
  - Região Autónoma da Madeira.